# Ива пепельная
И́ва пепельная, или Ива серая, или Ива пепельно-серая (лат. Salix cinerea) — вид кустарников рода Ива (Salix) семейства Ивовые (Salicaceae).

## Ботаническое описание
Представители вида кустарники высотой до 5 м. Ветви толстые, довольно ломкие, густо облиственные. Одно- и двулетние побеги густо покрыты серыми или тёмными волосками, иногда почти чёрным бархатистым войлоком. На обнажённой древесине можно видеть многочисленные длинные рубцы.
Почки отстоящие, сплюснутые, тупые, бурые, серо-пушистые, длиной до 4 мм, шириной 2 мм. Прилистники почковидные или полусердцевидные, зубчатые. Листья длиной 4—12 см, шириной 1—3 см, от обратнояйцевидных до узколанцетных, мелко-пильчатые, сверху грязно-зелёные, снизу серо-зелёные, на коротких опушённых черешках.
Прицветные чешуйки лопатчатые, бурые, сверху черноватые, длинно-бело-волосистые. Серёжки густоцветковые, почти сидячие, тонкие, длиной около 2 см. Мужские серёжки яйцевидные. Тычинки в числе двух, с золотисто-жёлтыми пыльниками и продолговатым, одиночным задним нектарником. Женские серёжки цилиндрические. Завязь удлинённо-коническая, серо-войлочная; столбик короткий, иногда раздельный.
Цветение в апреле, до распускания листьев или почти одновременно. Плодоношение в мае.
|                                                                      |  |  |
| Слева направо: Ветка с листьями. Мужское соцветие. Женское соцветие. |  |  |

## Распространение и экология
В природе ареал вида охватывает практически всю территорию Европы, Закавказье, Малую Азию, Казахстан и Западную Сибирь. Натурализовалось в Австралии и Новой Зеландии. Подвид Salix cinerea subsp. oleifolia встречается в Северной Африке (Марокко, Алжир, Тунис), западной Франции, на Пиренейском полуострове и Британских островах.

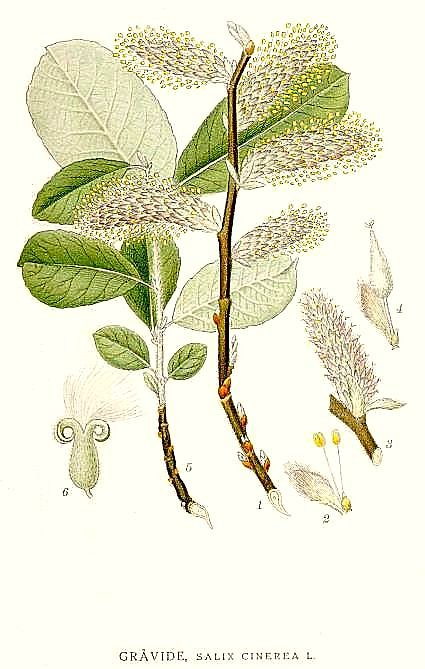

Произрастает по топким местам, моховым и травянистым болотам, возле канав, в сырых смешанных лесах и по пойменным лугам. Часто образует куртины или растёт отдельными кустами. Местами образует обширные заросли.

## Хозяйственное значение и использование
Свежие листья содержат аскорбиновой кислоты от 132 до 200 мг %.
Кора содержит 9,2—11,1 % танинов и является главным объектом заготовки дубильного ивового корья.
Прутья идут на топливо, изготовление угля, грубое плетенье и фашинник.
Листья пригодны для корма овец и коз. Даёт круглогодичный корм (кора, ветки, листья, почки, сережки) для европейских лосёй (Alces alces) и обыкновенных бобров (Castor fiber). Поедается пятнистым оленем (Cervus nippon).
Вполне пригодна для посадок около водоёмов и в сырых местах, а также при обсадке канав; её черенки почти не укореняются.
Зимними стеблевыми черенками размножается неудовлетворительно, зелеными черенками хорошо в специальных условиях теплицы.
Хороший медонос и пыльценос. Менее медоносен, чем ива козья. Взяток составляет 0,3—0,5 мг нектара на цветок. Продуктивность нектара условно чистыми насаждениями 40 кг/га.

## Классификация

### Таксономия
- Salix cinerea L., 1753, Sp. Pl. : 1021

Вид Ива пепельная включается в род Ива (Salix) семейства Ивовые (Salicaceae) порядка Мальпигиецветные (Malpighiales), последовательно входящего в более крупные клады Фабиды → Розиды → Суперрозиды → Эвдикоты → Цветковые растения. Таксономическая схема в соответствии с Системой APG IV по состоянию на июнь 2024 года:
|  |                          |  |                                   |                                   |                  |  | еще 35 семейств | еще 35 семейств |                   |  |  |  | еще 625 подтвержденных видов и 1 028 видов, ожидающих подтверждения |
|  |                          |  |                                   |                                   |                  |  | еще 35 семейств | еще 35 семейств |                   |  |  |  | еще 625 подтвержденных видов и 1 028 видов, ожидающих подтверждения |
|  |                          |  |                                   | порядок Мальпигиецветные          |                  |  |                 |                 | род Ива           |  |  |  |                                                                     |
|  |                          |  |                                   | порядок Мальпигиецветные          |                  |  |                 |                 | род Ива           |  |  |  |                                                                     |
|  | клада Цветковые растения |  |                                   |                                   | семейство Ивовые |  |                 |                 | вид Ива пепельная |  |  |  |                                                                     |
|  | клада Цветковые растения |  |                                   |                                   | семейство Ивовые |  |                 |                 |                   |  |  |  |                                                                     |
|  |                          |  | ещё 63 порядка цветковых растений | ещё 63 порядка цветковых растений |                  |  |                 | еще 55 родов    | еще 55 родов      |  |  |  |                                                                     |
|  |                          |  |                                   | ещё 63 порядка цветковых растений |                  |  |                 |                 | еще 55 родов      |  |  |  |                                                                     |

### Синонимы
- Capraea acuminata Opiz
- Capraea cinerea Opiz
- Salix acuminata Mill.
- Salix acuminata Thuill.
- Salix aurita var. cinerea (L.) Fiori
- Salix australis Schleich. ex J.Forbes
- Salix carinthiaca Host
- Salix deserticola Goerz ex Pavl.
- Salix discolor Host
- Salix geminata J.Forbes
- Salix incanescens J.Forbes
- Salix polymorpha Host
- Salix spadicea Vill.
- Salix timmii Schkuhr ex Rchb.
- Vimen cinerea (L.) Raf.

Ива пепельная легко гибридизирует с другими видами ив, иногда встречаются особи с обоеполыми серёжками и цветками, особенно на нарушенных местообитаниях.